# 峡谷湖 (加利福尼亚州)
峡谷湖（英語：Canyon Lake），是美国加利福尼亚州里弗赛德县下属的一座城市。建市于1990年12月1日，面积大约为3.93平方英里（10.2平方公里）。根据2010年美国人口普查，该市有人口10,561人。